# Microrregión de Portel
La microrregión de Portel es una de las microrregiones del estado brasileño del Pará perteneciente a la mesorregión Marajó. Su población fue estimada en 2006 por el IBGE en 110.037 habitantes y está dividida en cuatro municipios. Posee un área total de 45.096,076 km².

## Municipios
- Bagre
- Gurupá
- Melgaço
- Portel

- Datos: Q376878